# Pseudabutilon depauperatum
Pseudabutilon depauperatum är en malvaväxtart som först beskrevs av Joseph Dalton Hooker, och fick sitt nu gällande namn av Thomas Henry Kearney. Pseudabutilon depauperatum ingår i släktet Pseudabutilon och familjen malvaväxter. Inga underarter finns listade i Catalogue of Life.